# Miguel Henríquez Guzmán
Miguel Henríquez Guzmán (Torreón, Coahuila, México; 4 de agosto de 1898-Ciudad de México; 29 de agosto de 1972) fue un político y militar mexicano. Fue hijo de Francisco Henríquez y de Melchora Guzmán.
Henríquez Guzmán logró ascender en la estructura del ejército durante los primeros gobiernos emanados de la Revolución mexicana. Fue en ese contexto cuando conoció al general Lázaro Cárdenas del Río.
Como otros militares de la época, Henríquez se integró a las filas del sector militar del Partido de la Revolución Mexicana (PRM) en 1938, e incluso cuando, posteriormente, ese sector fue eliminado del Partido Revolucionario Institucional (PRI), Henríquez Guzmán se mantuvo disciplinado, a pesar de la popularidad lograda por la candidatura presidencial del también general Juan Andreu Almazán en la elección presidencial de 1940. Simpatizantes y partidarios henriquistas militantes del partido, renunciaron o fueron expulsados del PRI, por intentar democratizar las decisiones que tomaba el partido.
Para 1951, sin embargo, Miguel Henríquez Guzmán, con el apoyo de su hermano, Jorge Henríquez Guzmán, muy importante empresario de la época, junto con el de otros líderes y militantes del PRI, como el gran orador José Muñoz Cota, se separó de ese partido y encontró, con ellos, refugio en la Federación de Partidos del Pueblo de México, organización en la que militaban otros antiguos líderes revolucionarios, como Genovevo de la O y Marcelino García Barragán, que sumó las simpatías de otras organizaciones, como el Partido Constitucionalista Mexicano, de Francisco J. Mújica, hasta integrar un frente amplio de organizaciones políticas, agraristas y sociales que plantearon un serio reto a las prácticas que dominaron la sucesión presidencial en México durante el periodo 1940-1988, postulándose como candidato presidencial. Durante la campaña tuvo el apoyo de los grupos cardenistas, del propio general Lázaro Cárdenas y propuso restaurar un gobierno "revolucionario", verdaderamente seguidor de los principios sociales y populares de la Revolución Mexicana.
En particular, Henríquez Guzmán se enfrentó en la elección de 1952 a los candidatos Adolfo Ruiz Cortines del PRI, Efraín González Luna del PAN y Vicente Lombardo Toledano del entonces Partido Popular (más adelante conocido como Partido Popular Socialista), después de abandonar el proyecto de una amplia coalición opositora, en donde al inicio estuvo el PPS de Lombardo para luego romperla. Durante estas campañas electorales, aparecen en México los modelos publicitarios como el uso adecuado para enaltecer los virtudes del candidato. En esta contienda se registra por primera ocasión en la historia de México la utilización de la mercadotecnia como la base fundamental de una campaña electoral, haciendo que no solo de discursos y propuestas el candidato presentará sus planes a los votantes, sino además de ello y con utilización de la música de mariachi, se lograra insertar la imagen y figura del candidato en las preferencias de los electores. Manuel Ramos Trujillo compuso y presentó al candidato Henríquez Guzmán una canción expresamente creada y diseñada para la campaña electoral. La propuesta fue bien aceptada por Miguel Henríquez y autorizó a Manuel Ramos Trujillo que esta fuera grabada, la canción recorrió grandes zonas del país, no faltaron críticos que pensaban que este tipo de acciones quitaba seriedad a la contienda, pero ante los resultados obtenidos, este y otros modelos mercadológicos a favor de los candidatos serán desde entonces utilizados.
Ruiz Cortines se alzó, en los resultados oficiales, con más del 74 por ciento del voto, seguido por Henríquez Guzmán, quien obtuvo 15.88%.
Ante las irregularidades del proceso y las prácticas fraudulentas del gobierno, para manipular el resultado de la elección, varios generales, le presentaron un plan para tomar por la fuerza el poder. Jefes militares del gobierno se pusieron a las órdenes del general Henríquez, este se negó a dar la orden para tomar violentamente el poder y recorrió las calles de la Ciudad de México para calmar a sus partidarios y simpatizantes, para evitar más la represión violenta del gobierno.
Ello provocó una oleada de protestas que en varias entidades de la República fueron reprimidas con violencia por el gobierno de Miguel Alemán Valdés.Se hicieron preparativos para organizar paros en todo el país y un alzamiento cívico-militar, pero el General Henríquez temía un baño de sangre. Finalmente el levantamiento nunca llegó.
Por consejo del ex Presidente Cárdenas se entrevistó con su competidor Adolfo Ruiz Cortines, ya investido como presidente. El General Henríquez le pidió rectificar el camino de los errores del alemanismo y le dijo que sacrificaría los intereses de partido por los de la república. Ruiz Cortines le prometió una política a favor del pueblo y le ofreció reconocer al partido henriquista como un nuevo partido paraestatal, dividiéndose las opiniones de los henriquistas entre quienes estaban de acuerdo y quiénes no. Cuando no hubo acuerdo, la represión contra su movimiento y sus partidarios se recrudeció, al igual que los ataques de toda la prensa nacional, finalmente el gobierno le quitó el registro al partido henriquista a finales de enero de 1954.
En sus Apuntes, el general Cárdenas da la impresión de que ha intentado organizar su defensa, ya que no deja pasar ningún ataque sin documentarlo cuidadosamente, como es el caso del general Henríquez, quien, el 7 de julio de 1954, cuando ya pocos se acordaban de su derrota, declaró en El Universal : "Desde 1952 corté mis relaciones políticas con el señor general Lázaro Cárdenas, y ni la Federación de Partidos del Pueblo ni yo recibimos ninguna orientación de él; obramos libremente y no tenemos ningunas ligas con el comunismo; lo mismo rechazamos el comunismo interior que el internacional. " "Sus declaraciones no son novedad — comenta el general Cárdenas — , es una clarinada en momentos en que los espíritus entreguistas critican toda manifestación de solidaridad al gobierno y al pueblo de Guatemala, agredidos en su soberanía por la intromisión del gobierno norteamericano. Y fue al calor de la agresión a un gobierno constitucional y revolucionario, que se le ocurrió al general Henríquez declarar su "anticomunismo"." Hablando de la campaña electoral de 1952, Cárdenas vuelve a un punto que ha merecido su atención con frecuencia: "En el seno de mi familia había estimación para el general Henríquez. Influía en ello la amistad que me ligaba a él y no fue extraño que su candidatura tuviera nuestras simpatías personales; simpatías que no tenían la fuerza política necesaria para decidir sobre su campaña como algunos lo creyeron. El propio general Henríquez sabía de mi decidida abstención para intervenir en la política del país. "Los periodistas atacaron al general Henríquez publicando unas declaraciones que Cárdenas nunca hizo y que él se negó a aclarar por estimar "que se especularía con ellas dado lo exaltado de los ánimos en el país, provocados por la misma lucha electoral". "¿Por qué familiares míos simpatizaron con la candidatura del general Henríquez?,¿por qué no llegó el general Henríquez al gobierno?", se pregunta. Y él mismo se contesta: "Entre otras causas porque muchos de sus amigos y partidarios usaron mi nombre para apoyar su candidatura sin tomar en cuenta que tendrían la oposición de numerosos sectores que se sintieron lesionados por mi administración. "Otra cuestión que le interesaba aclarar: la presencia de su hermano Dámaso en el gobierno de Michoacán. "Nunca — dice — fui partidario de que lanzara su candidatura y fue por mi propósito de demostrar hasta la evidencia que no tenía interés en que personas de mi intimidad ocuparan posiciones políticas; me ha interesado la presencia de responsables de los problemas sociales del pueblo. Dámaso no fue un impuesto; tuvo, sí, la amistad del presidente Alemán y respaldo popular en Michoacán. Este respaldo se originó en que siempre sirvió preferentemente a la clase campesina. "Se pregunta nuevamente: "¿El licenciado Luis Cabrera? Ha sido un enemigo que sólo él mismo se ha explicado las causas de su enemistad."Si él participó en la expedición de la Ley de 6 de enero de 1915, por mi parte apresuré el reparto agrario, y esto, para una mente sana, desapasionada y revolucionaria, podría merecer simpatías y no odio político. "Si el licenciado Cabrera hizo algo en defensa de nuestros recursos naturales, el gobierno que presidí llegó a la expropiación de los intereses petroleros que detentaban compañías extranjeras. "En mi decisión de expropiar las compañías petroleras extranjeras sólo el señor general Mújica tuvo conocimiento de mi parte. Él mismo explica, en carta publicada durante su campaña política a la presidencia de la República, lo que a él le expresé para que redactara el manifiesto a la nación. "El asunto tan vital y trascendente para la nación no debía anunciarlo a más colaboradores, a pesar de merecer, muchos de éstos, confianza para ello. "El señor licenciado Cabrera escribió o más bien publicó inmediatamente después de mi salida del gobierno un libreto con juicios personales. Al mismo tiempo que don Aldo Baroni escribía también contra mi actuación de gobernante, a pesar de que había escrito un libreto ensalzando mi labor. Lo escribió después de acompañarme por Yucatán durante el reparto agrario. "Respeto moralmente lo suficiente al señor licenciado Cabrera para considerar que haya escrito su libreto para halagar a sus paisanos de Puebla que llegaban al poder. "No, más bien pudo haberse inspirado en su propia apreciación personal, considerando que en el gobierno de la República era indispensable otro tipo de gabinete más cercano a su mentalidad y preparación universitaria. "Hay que distinguir a los llamados revolucionarios que fueron alentados por la revolución política y social de los que han demostrado ser sólo revolucionarios burócratas. "El mismo Vasconcelos dijo en La Flama que había visto un decreto enviado por Cárdenas al presidente Roosevelt — auspiciador de la expropiación petrolera porque afectaba los intereses británicos — para consultar la opinión de las autoridades norteamericanas. La Flama fue publicada después de su muerte. "Se duda — escribe Cárdenas — que sea infundio de Vasconcelos, sino más bien delos que editaron el libro en que pintan integralmente la personalidad del Vasconcelos de ayer y de hoy, con lo que cometen un asesinato de la propia personalidad del filósofo Vasconcelos, en lo que tiene de afirmativo en la primera etapa de su vida. "En realidad considero que éste es un infundio de apasionados vasconcelistas, contrarios desde luego a la expropiación petrolera, que cegados por la pasión política ya fines a los partidos conservadores tradicionales, en éste y otros países, pretenden cerrarlas puertas a la autodeterminación de los pueblos de Latinoamérica, queriendo dar la impresión de que México y otros países que desean liberarse de la presión del capitalismo imperialista, sólo lo pueden hacer contando con la anuencia del país del dólar." En julio de 1954 murió la gran pintora Frida Kahlo, esposa de Diego Rivera. Se expuso su ataúd, cubierto con la bandera comunista, en el vestíbulo del Palacio de Bellas Artes, y el día 16 fue cesado sin ninguna explicación el escritor Andrés Iduarte, director de Bellas Artes. El hecho de que la bandera del Partido Comunista figurara en un recinto oficial se consideró como una profanación imperdonable, acentuada por la presencia del general Cárdenas en el palacio y en el cementerio. El mismo día en que fue cesado Iduarte, el general Cárdenas presentó su renuncia. Y cuando el Presidente lo citó en Los Pinos le dijo: — Es conveniente mi retiro para que no se moleste a usted y a su gobierno. Mi mensaje a Guatemala y mi presencia en el sepelio de la esposa de Diego Rivera no son actos lesivos ni al gobierno ni al país; sin embargo, enemigos de la Revolución y enemigos de México y del gobierno revolucionario que usted preside están bordando una campaña, que tiene hondas raíces y que está dirigida por ambiciones bastardas de gentes conocidas. — Siga usted en su puesto y no haga caso de tales ataques — le respondió el Presidente. Ya desde antes, un grupo anticomunista, encabezado por el viejo y reaccionario político Prieto Laurens, lo venía atacando debido a la defensa pública que Cárdenas había hecho del gobierno de Arbenz en Guatemala. En síntesis: para Cárdenas, Somoza, que había ayudado a la rebelión con hombres y pertrechos, era sólo un gendarme del imperialismo; Monzón, el jefe de las fuerzas guatemaltecas, un traidor a su patria; Castillo Armas, un instrumento de Somoza y de la United Fruit; Árbenz, una víctima de las empresas bananeras y de sus propios compatriotas, y el embajador Peurifoy, un capataz del imperialismo, que embobó al presidente Eisenhower y no supo del respeto que se debe a la soberanía de las naciones. Se vivía en plena guerra fría. La misma Secretaría de Gobernación había financiado un congreso anticomunista y la embajada de los Estados Unidos "creía ver comunismo en todos los actos de personas y agrupaciones que no se prestaban a la guerra de nervios ` anticomunista' que intencionalmente venían creando". A la embajada parecía preocuparle más la actitud de Cárdenas que la del propio Partido Comunista. La cadena de periódicos propiedad de García Valseca, un bribón multimillonario — pagado por la embajada — que vivía del amarillismo y del chantaje, había publicado un artículo anónimo titulado "Barril sin fondo la cuenca del Tepalcatepec " que reprodujeron a plana entera los periódicos El Universal, Novedades y Excélsior. Cárdenas esta vez hizo pública su respuesta: "He servido a la patria — recordaba — cuando ha sido necesario defender la dignidady soberanía de México, cuando ha sido preciso exigir el respeto a la investidura institucional, y he cumplido también como colaborador cuando se me ha requerido para servir en un puesto secundario. " Deja bien claro que al cumplir su mandato como presidente de la República, el 30 de noviembre de 1940, "dije que me abstendría de todo acto que lesionara la autoridad del responsable que me sucedía en el gobierno, y lo he cumplido, desde el periodo del C. general Ávila Camacho hasta el actual gobierno que preside el C. Adolfo Ruiz Cortines". "Si a mi mensaje personal —añade— dirigido al señor licenciado Guillermo Toriello, secretario de Relaciones de Guatemala, expresándole mi simpatía a su gobierno constitucional por la agresión que sufría de parte de intereses extranjeros lo quieren tomar como una lesión a la autoridad suprema del señor presidente de nuestro país, es un error o un criterio de mala fe. Mi mensaje ¿contraría en algún punto la doctrina que en materia internacional ha sostenido el régimen de la Revolución desde nuestro benemérito Juárez, el señor Carranza hasta el señor Ruiz Cortines, doctrina de no intervención consagrada en los estatutos internacionales por todos los países de nuestra América? ¿No expusieron públicamente sus convicciones en el mismo sentido mexicanos respetables de fama internacional y tantos otros valores de la intelectualidad mexicana?
Después el General Henríquez Guzmán optaría por retirarse de la vida pública hasta el día de su muerte, el 29 de agosto de 1972.